# Lhuys
Lhuys est une commune française située dans le département de l'Aisne, en région Hauts-de-France.

## Géographie

### Localisation
Petit village des Hauts-de-France, Lhuys se situe au sud du département de l'Aisne, entre Soissons et Château-Thierry, à proximité de Braine, Fère-en-Tardenois, Fismes et fait partie de la communauté de communes du Val de l'Aisne. Ses communes voisines sont : Tannières, Quincy-sous-le-Mont, Bruys, Mont-Notre-Dame, Mareuil-en-Dôle, Limé, Loupeigne, Jouaignes, Lesges, Branges. Lors de la dernière enquête annuelle de recensement (2004), Lhuys comptait 133 habitants (75 hommes et 58 femmes), soit une augmentation de sa population de 15,7 % par rapport à 1999 (source Insee - Enquête recensement 2004). Sa superficie est de 4,95 km2, soit une densité de 27 habitants au km2.

### Hydrographie

#### Réseau hydrographique
La commune est située dans le bassin Seine-Normandie. Elle est drainée par la Muze, le Marais et divers bras de la Muze,,.
La Muze, d'une longueur de 17 km, prend sa source dans la commune de Arcy-Sainte-Restitue et se jette  dans la Vesle en limite de Mont-Notre-Dame et de Quincy-sous-le-Mont, face à Paars, après avoir traversé sept communes.

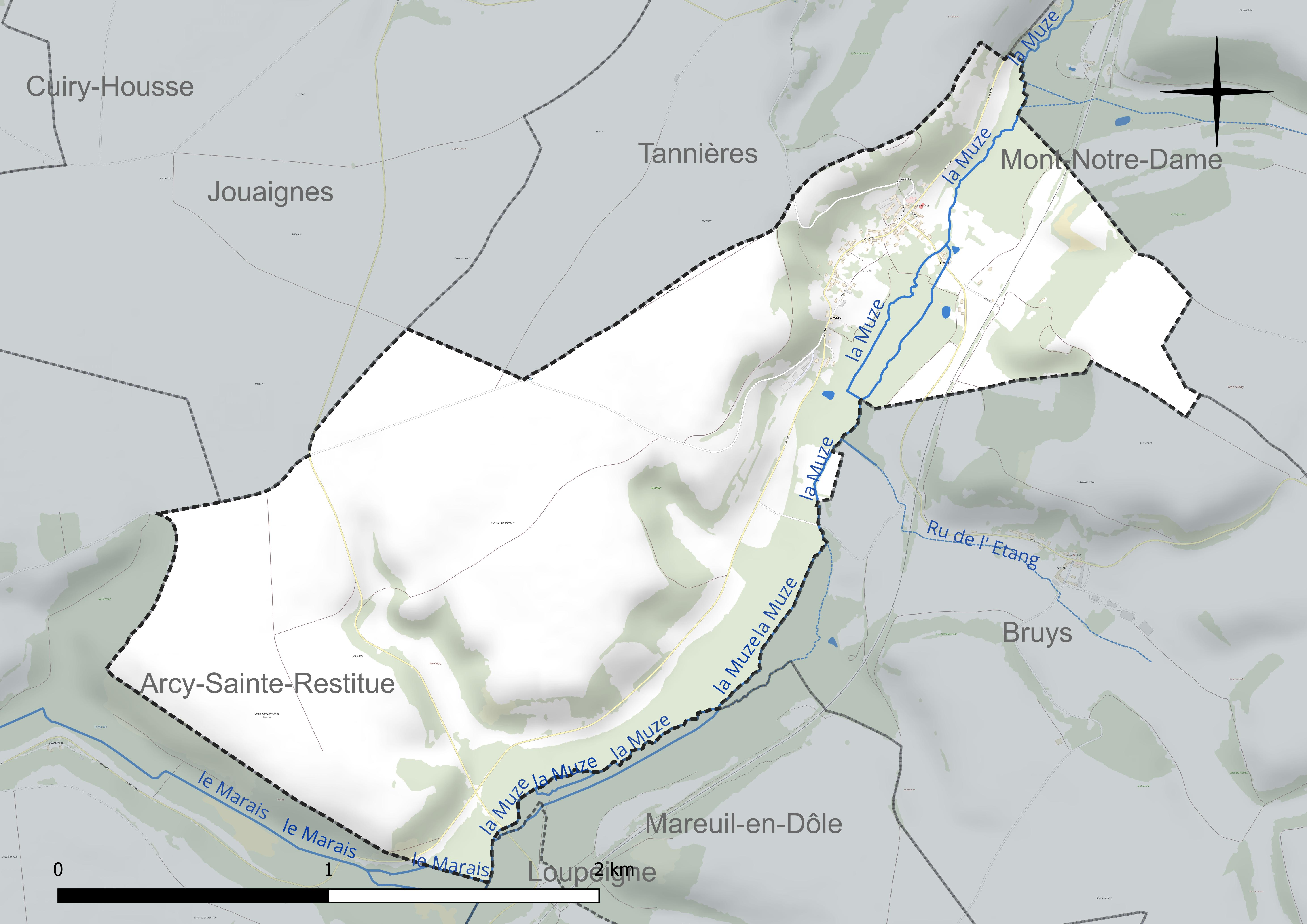
Réseau hydrographique de Lhuys.

#### Gestion et qualité des eaux
Le territoire communal est couvert par le schéma d'aménagement et de gestion des eaux (SAGE) « Aisne Vesle Suippe ». Ce document de planification, dont le territoire s'étend sur 3 096 km2 répartis sur trois départements (Aisne, Marne et Ardennes) et deux régions (Champagne-Ardenne et Picardie), a été approuvé le 16 décembre 2013. La structure porteuse de l'élaboration et de la mise en œuvre est le Syndicat d'aménagement des bassins Aisne Vesle Suippe (SIABAVES).
La qualité des cours d'eau peut être consultée sur un site spécial géré par les agences de l'eau et l'Agence française pour la biodiversité.

### Climat
Pour des articles plus généraux, voir Climat des Hauts-de-France et Climat de l'Aisne.
En 2010, le climat de la commune est de type climat océanique dégradé des plaines du Centre et du Nord, selon une étude du CNRS s'appuyant sur une série de données couvrant la période 1971-2000. En 2020, Météo-France publie une typologie des climats de la France métropolitaine dans laquelle la commune est exposée à un climat océanique altéré et est dans la région climatique Nord-est du bassin Parisien, caractérisée par un ensoleillement médiocre, une pluviométrie moyenne régulièrement répartie au cours de l'année et un hiver froid (3 °C).
Pour la période 1971-2000, la température annuelle moyenne est de 10,4 °C, avec une amplitude thermique annuelle de 15,1 °C. Le cumul annuel moyen de précipitations est de 704 mm, avec 12,4 jours de précipitations en janvier et 8,2 jours en juillet. Pour la période 1991-2020, la température moyenne annuelle observée sur la station météorologique la plus proche, située sur la commune de Braine à 7 km à vol d'oiseau, est de 11,3 °C et le cumul annuel moyen de précipitations est de 662,7 mm,. Pour l'avenir, les paramètres climatiques de la commune estimés pour 2050 selon différents scénarios d'émission de gaz à effet de serre sont consultables sur un site spécial publié par Météo-France en novembre 2022.

## Urbanisme

### Typologie
Au 1er janvier 2024, Lhuys est catégorisée commune rurale à habitat dispersé, selon la nouvelle grille communale de densité à 7 niveaux définie par l'Insee en 2022.
Elle est située hors unité urbaine. Par ailleurs la commune fait partie de l'aire d'attraction de Reims, dont elle est une commune de la couronne,. Cette aire, qui regroupe 294 communes, est catégorisée dans les aires de 200 000 à moins de 700 000 habitants,.

### Occupation des sols
L'occupation des sols de la commune, telle qu'elle ressort de la base de données européenne d'occupation biophysique des sols Corine Land Cover (CLC), est marquée par l'importance des territoires agricoles (74,9 % en 2018), une proportion identique à celle de 1990 (74,9 %). La répartition détaillée en 2018 est la suivante : 
terres arables (66,3 %), forêts (25,1 %), zones agricoles hétérogènes (8,6 %).
L'évolution de l'occupation des sols de la commune et de ses infrastructures peut être observée sur les différentes représentations cartographiques du territoire : la carte de Cassini (XVIIIe siècle), la carte d'état-major (1820-1866) et les cartes ou photos aériennes de l'IGN pour la période actuelle (1950 à aujourd'hui).

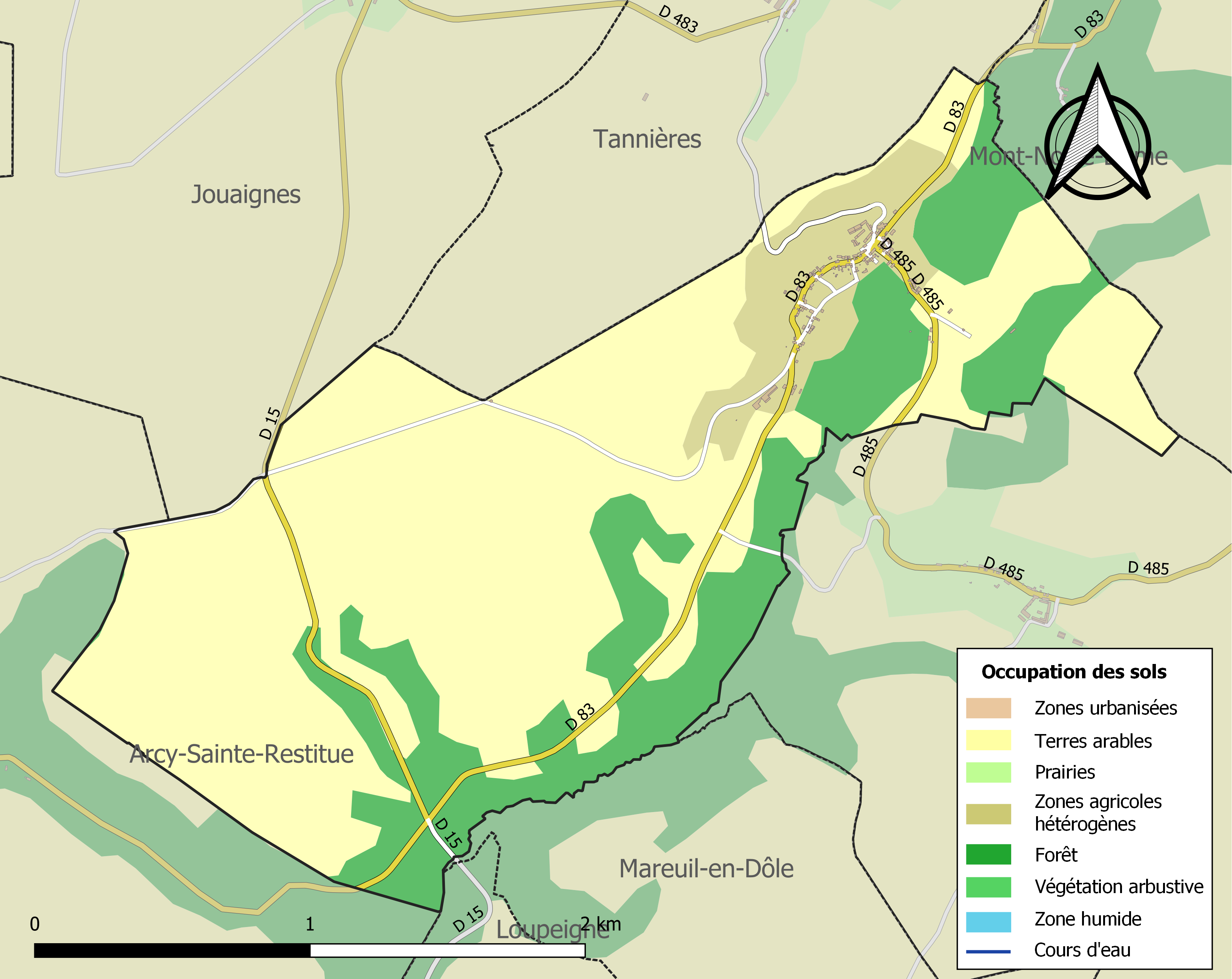
Carte de l'occupation des sols de la commune en 2018 (CLC).

## Toponymie
Le nom de la localité est attesté sous les formes Luy (1147) ; Lui (1238) ; Luyssiacum (1264) ; Luyacum (1266) ; Luis (1384) ; Luys (1470) ; Lhuys-lez-le-Mont-Notre-Dame (1521) ; Lhuy (1526) ; Lhuis (1554) ; Paroisse Saint-Médard-et-Saint-Gildard de Lhuys (1701).

## Histoire
L'église Saint-Médard-et-Saint-Gildard, classée Monument Historique en date du 10 février 1913 et dont la construction remonte au début du XIIe siècle... Elle possède une architecture remarquable. Une association pour la « sauvegarde de l'église de Lhuys » a été créée fin 2008.

## Politique et administration

### Découpage territorial
La commune de Lhuys est membre de la communauté de communes du Val de l'Aisne, un établissement public de coopération intercommunale (EPCI) à fiscalité propre créé le 28 décembre 1994 dont le siège est à Presles-et-Boves. Ce dernier est par ailleurs membre d'autres groupements intercommunaux.
Sur le plan administratif, elle est rattachée à l'arrondissement de Soissons, au département de l'Aisne et à la région Hauts-de-France. Sur le plan électoral, elle dépend du  canton de Fère-en-Tardenois pour l'élection des conseillers départementaux, depuis le redécoupage cantonal de 2014 entré en vigueur en 2015, et de la cinquième circonscription de l'Aisne  pour les élections législatives, depuis le dernier découpage électoral de 2010.

### Administration municipale
| Période                                  | Période                       | Identité          | Étiquette | Qualité                                 |
| ---------------------------------------- | ----------------------------- | ----------------- | --------- | --------------------------------------- |
| avant 1874                               | après 1875                    | Soyer             |           |                                         |
| Les données manquantes sont à compléter. |                               |                   |           |                                         |
| novembre 1990                            | septembre 2006                | Emmanuel Le Roux  |           |                                         |
| septembre 2006                           | mars 2008                     | Christian Jauneau |           |                                         |
| mars 2008                                | novembre 2009                 | Chantal Leclere   |           | Démissionnaire                          |
| 19 janvier 2010                          | 2015                          | Christian Jauneau | DVD       | Cadre                                   |
| octobre 2015                             | En cours (au 12 juillet 2020) | Alain Sève        |           | Musicien Réélu pour le mandat 2020-2026 |

## Démographie
L'évolution du nombre d'habitants est connue à travers les recensements de la population effectués dans la commune depuis 1793. Pour les communes de moins de 10 000 habitants, une enquête de recensement portant sur toute la population est réalisée tous les cinq ans, les populations de référence des années intermédiaires étant quant à elles estimées par interpolation ou extrapolation. Pour la commune, le premier recensement exhaustif entrant dans le cadre du nouveau dispositif a été réalisé en 2004.

En 2022, la commune comptait 139 habitants, en évolution de −3,47 % par rapport à 2016 (Aisne : −1,97 %, France hors Mayotte : +2,11 %).
| 1793 | 1800 | 1806 | 1821 | 1831 | 1836 | 1841 | 1846 | 1851 |
| ---- | ---- | ---- | ---- | ---- | ---- | ---- | ---- | ---- |
| 225  | 267  | 245  | 257  | 273  | 246  | 254  | 255  | 229  |

| 1856 | 1861 | 1866 | 1872 | 1876 | 1881 | 1886 | 1891 | 1896 |
| ---- | ---- | ---- | ---- | ---- | ---- | ---- | ---- | ---- |
| 223  | 244  | 246  | 212  | 210  | 197  | 193  | 188  | 176  |

| 1901 | 1906 | 1911 | 1921 | 1926 | 1931 | 1936 | 1946 | 1954 |
| ---- | ---- | ---- | ---- | ---- | ---- | ---- | ---- | ---- |
| 180  | 165  | 176  | 144  | 146  | 167  | 147  | 135  | 127  |

| 1962 | 1968 | 1975 | 1982 | 1990 | 1999 | 2004 | 2006 | 2009 |
| ---- | ---- | ---- | ---- | ---- | ---- | ---- | ---- | ---- |
| 125  | 122  | 106  | 77   | 106  | 115  | 133  | 137  | 146  |

| 2014 | 2019 | 2022 | - | - | - | - | - | - |
| ---- | ---- | ---- | - | - | - | - | - | - |
| 145  | 138  | 139  | - | - | - | - | - | - |

## Culture locale et patrimoine

### Lieux et monuments
- Église Saint-Médard-et-Saint-Gildard.

### Personnalités liées à la commune
- Désiré-Jules Lesguillier : sous-secrétaire d'État aux Travaux publics dans le gouvernement Léon Gambetta, né le 15 juillet 1825 dans la commune.

### Héraldique
| Blason de Lhuys | Blason  | Taillé : au 1er de sinople à la crosse d'abbesse contournée d'or mouvant de la pointe à dextre, senestrée en chef d'un sabot contourné du même, au 2e de gueules à deux fleurs de lis d'or rangées en barre ; à la barre d'or chargée de l'inscription « Saint Médard » de sable. |
| Blason de Lhuys | Détails | Le statut officiel du blason reste à déterminer. |